# 노인과 바다 (1990년 영화)
《노인과 바다》(영어: The Old Man and the Sea) 또는 《앤서니 퀸의 노인과 바다》는 1990년에 개봉한 어니스트 헤밍웨이의 동명 소설을 영화화한 것이다.

## 출연
- 앤서니 퀸 - 산티아고
- 게리 콜 - 톰
- 퍼트리샤 클라크슨 - 메리
- 알렉시스 크루즈 - 마놀로

## 한국판 성우진
1993년 7월 25일, 명화극장에서 방영했다.
- 이치우 - 산티아고(앤서니 퀸)
- 김정경 - 로페즈(조 산토스)
- 오세홍 - 톰(게리 콜)
- 윤기황 - 자동차 정비원(제이미 티렐리) / 흑인(제임스 맥대니얼)
- 강희선 - 메리(퍼트리샤 클라크슨)
- 김수경 - 안젤라(밸런티나 퀸) / 마리아(설리 디아즈)
- 임성표 - 안데르즈의 친구(마누엘 E. 산티아고)
- 김태웅 - 젋은 산티아고(프란체스코 퀸) / 안데르즈(폴 칼데론)
- 강수진 - 마놀로(알렉시스 크루즈)